# نزاهة (بلاغة)
النزاهة عند البلغاء هي خلوص ألفاظ الهجاء من الفحش حتى يكون كما قال أبو عمر بن العلاء وقد سئل عن أحسن الهجاء: هو الذي إذا أنشدته العذراء في خدرها لا يقبح عليها. ومنه قوله تعالى ﴿وَإِذَا دُعُوا إِلَى اللَّهِ وَرَسُولِهِ لِيَحْكُمَ بَيْنَهُمْ إِذَا فَرِيقٌ مِنْهُمْ مُعْرِضُونَ ۝٤٨﴾ [النور:48] ثم قال ﴿أَفِي قُلُوبِهِمْ مَرَضٌ أَمِ ارْتَابُوا أَمْ يَخَافُونَ أَنْ يَحِيفَ اللَّهُ عَلَيْهِمْ وَرَسُولُهُ بَلْ أُولَئِكَ هُمُ الظَّالِمُونَ ۝٥٠﴾ [النور:50]، فإن ألفاظ ذم هؤلاء المخبر عنهم بهذا الخبر أتت منزهة عما يقع في الهجاء من فحش، وسائر الهجاء في القرآن كذلك.